# Stefania Benedetti
Stefania Benedetti (Albino, 6 settembre 1969) è un'ex maratoneta italiana.

## Biografia
Nel 2006 ha partecipato ai Mondiali di corsa su strada, piazzandosi in quarantunesima posizione.

## Palmarès
| Anno | Manifestazione              | Sede     | Evento      | Risultato | Prestazione | Note |
| ---- | --------------------------- | -------- | ----------- | --------- | ----------- | ---- |
| 2006 | Mondiali di corsa su strada | Debrecen | Individuale | 41ª       | 1h12'57"    |      |

## Campionati nazionali
2001
- 22ª ai campionati italiani di maratonina - 1h20'02"

2006
- 4ª ai campionati italiani di maratonina - 1h15'27"

2011
- 16ª ai campionati italiani di corsa campestre - 29'01"

## Altre competizioni internazionali
2000
- Bronzo alla Mezza maratona di Firenze ( Firenze) - 1h19'33"

2001
- Bronzo alla Mezza maratona di Bergamo ( Bergamo) - 1h20'18"

2002
- Oro alla Mezza maratona di Cremona ( Cremona) - 1h17'29"
- Argento alla Mezza maratona di Bacoli ( Bacoli) - 1h19'26"
- 6ª alla Mezza maratona Riviera dei Dogi ( Stra) - 1h19'40"
- Bronzo alla Mezza maratona di Pavia ( Pavia) - 1h20'20"
- Argento alla Mezza maratona di Bergamo ( Bergamo) - 1h23'41"
- Oro al Trofeo Alberto Zanni ( Vertova)[2]

2003
- Oro alla Maratona di Alessandria ( Alessandria) - 2h35'38"
- Oro alla Cortina-Dobbiaco ( Cortina d'Ampezzo-Dobbiaco), 31,5 km - 2h04'06"
- Oro alla Mezza maratona del Garda ( Gargnano) - 1h13'34"
- Oro alla Mezza maratona di Castel Rozzone ( Castel Rozzone) - 1h13'57"
- Argento alla Mezza maratona di Bergamo ( Bergamo) - 1h16'46"
- Argento alla Mezza maratona Riviera dei Dogi ( Mira) - 1h17'07"
- 5ª al G.P. del Sebino ( Paratico), 5,3 km - 19'04"
- Bronzo alla Corrida di San Lorenzo ( Zogno), 5 km - 16'55"
- Bronzo al Memorial Fausto Radici - Memorial Mario Galli	( Villa d'Ogna), 5 km - 18'19"
- Oro al Trofeo Alberto Zanni ( Vertova)[2]

2004
- 4ª alla Maratona di Torino ( Torino) - 2h37'10"
- Oro alla Mezza maratona Riviera dei Dogi ( Mira) - 1h14'17"
- Oro alla Mezza maratona di Piacenza ( Piacenza) - 1h16'52"
- 15ª alla Avon Running Milano ( Milano) - 36'32"
- Argento al Trofeo Comunità Montana Valle Seriana	( Vertova), 4,8 km - 17'05"

2006
- Argento alla Mezza maratona Riviera dei Dogi ( Stra) - 1h17'19"
- Argento alla Mezza maratona di Cernusco sul Naviglio ( Cernusco sul Naviglio) - 1h17'51"
- 4ª alla Run Like a Deejay ( Milano) - 34'55"
- Oro alla Brescia Ten ( Brescia) - 35'23"
- 4ª alla Cassano Corre ( Cassano d'Adda), 9,3 km - 34'56"
- 6ª al Memorial Fausto Radici - Memorial Mario Galli	( Villa d'Ogna), 4 km
- Oro al Trofeo Alberto Zanni ( Vertova)[2]
- 6ª al Cross del Serio ( Ardesio) - 18'31"

2007
- Oro alla Maratona di Reggio Emilia ( Reggio Emilia) - 2h35'28"
- Argento alla Mezza maratona Riviera dei Dogi ( Mira) - 1h13'55"
- Oro alla Mezza maratona di Riva del Garda ( Riva del Garda) - 1h14'22"
- Oro alla Maratonina delle Quattro Porte ( Pieve di Cento) - 1h14'53"
- Oro alla Mezza maratona di Castel Rozzone ( Castel Rozzone) - 1h19'00"
- Bronzo alla Run Like a Deejay ( Milano) - 34'48"
- Argento al Palio delle Porte ( Martinengo), 5,5 km - 19'14"
- Oro al Trofeo Alberto Zanni ( Vertova)[2]
- Oro al Cross di Vallecamonica ( Darfo Boario Terme) - 22'35"

2008
- Oro alla Mezza maratona di Treviglio ( Treviglio) - 1h14'58"
- Oro alla Mezza maratona di Castel Rozzone ( Castel Rozzone) - 1h16'55"
- Oro alla Mezza maratona Riviera dei Dogi ( Stra) - 1h17'20"
- Argento alla Mezza maratona di Cantù ( Cantù) - 1h18'01"
- Argento alla Mezza maratona di Busto Arsizio ( Busto Arsizio) - 1h20'34"
- Bronzo alla Montefortiana Turà ( Monteforte d'Alpone), 6 km - 20'24"
- Oro al Gran Premio Lombardia di corsa campestre ( Muscoline)[3]

2009
- Bronzo alla Mezza maratona del Basso Garda ( Carpenedolo) - 1h21'01"

2010
- Bronzo alla Maratona di Reggio Emilia ( Reggio Emilia) - 2h46'49"
- Argento alla Mezza maratona delle Groane ( Senago) - 1h16'22"
- Argento alla Mezza maratona di Padenghe ( Padenghe sul Garda) - 1h17'20"
- Oro alla Mezza maratona di Bedizzole ( Bedizzole) - 1h17'28"
- Argento alla Mezza maratona di Villafranca ( Villafranca) - 1h17'32"
- Oro alla Mezza maratona di Castel Rozzone ( Castel Rozzone) - 1h17'59"
- Oro alla Mezza maratona del Basso Garda ( Carpenedolo) - 1h18'10"
- Bronzo alla Mezza maratona di Castelnuovo del Garda ( Castelnuovo del Garda) - 1h18'40"
- Oro alla Mezza maratona di Crema ( Crema) - 1h19'11"

2011
- Bronzo alla Milano Marathon ( Milano) - 2h45'20"
- Oro alla Maratona sul Brembo ( Treviolo) - 2h47'12"
- Oro alla Maratona di Piacenza ( Piacenza) - 2h41'48"
- 7ª alla Engadiner Sommerlauf ( Bever), 27 km - 1h48'42"
- Oro alla Mezza maratona di Seregno ( Seregno) - 1h17'24"[4]
- Oro alla Mezza maratona di Lecco ( Lecco) - 1h17'35"
- Oro alla Mezza maratona di Treviglio ( Treviglio) - 1h19'10"[5]
- Oro alla Maratona di Vigevano ( Vigevano) - 1h19'28"
- Argento alla Maratonina di Pasquetta ( Gualtieri) - 1h20'09"
- Bronzo alla Mezza maratona di Cantù ( Cantù) - 1h20'57"[6]
- Argento alla Mezza maratona delle Groane ( Senago) - 1h20'18"
- Oro alla Mezza maratona di Castel Rozzone ( Castel Rozzone) - 1h21'12"
- Argento alla Montefortiana Turà ( Monteforte d'Alpone), 6 km - 20'42"

2017
- Bronzo ai Diecimila di Presezzo ( Presezzo) - 37'34"
- Bronzo alla 10 km dei Mille ( Bergamo) - 38'01"
- 4ª alla 10 km del castello ( Castel Rozzone) - 38'18"
- Oro al Gir de la Serca ( Mozzanica), 7 km - 26'32"[7]
- 5ª al Giro podistico di Comenduno di Albino ( Albino), 3,3 km